# Тмол
Тмол (грч. Τμῶλος) је у грчкој митологији био је бог планине Тмол, ожењен Омфалом или Плутом.

## Митологија
Био је бог планине у Лидији у Анатолији и вероватно, попут осталих богова планина, Гејин син. Замишљали су га овенчаног храстовим лишћем. Према Аполодору и Овидијевим „Метаморфозама“, Тмол је препустио владавину својој супрузи Омфали, када је њен отац, краљ, умро. Он је био судија на музичком такмичењу између Пана (или Марсије) и бога Аполона. Тмол је пресудио у корист Аполона, али је брзоплети краљ Мида изјавио како је пресуда неправедна, те су му израсле магареће уши. Неки извори наводе да је његов син био Тантал. Према неким изворима, бог планине и Омфалин супруг нису били иста личност. Наиме, Омфала је наследила престо од свог несрећног мужа, који је био син Ареја и Теогоне. Тмол је ловио по гори Карманорији, где је угледао девицу Архипу, Артемидину пратиљу. Он се заљубио у њу и почео је да је прогони, али је она утекла у храм своје богиње. Он ју је тамо стигао и силовао, те тако оскрнавио ово свето место. Девојка се зато обесила, али и призвала Артемиду која ју је чула и гневна, послала дивљег бика на Тмола. Бик је јурнуо на њега, те га одбацио роговима на копље и оштро камење, где је Тмол умро у мукама. Његов син, Теоклимен, сахранио га је на месту где га је и нашао, те планину назвао по њему. На обронцима планине је постојао и истоимени град, који је срушен у земљотресу у току владавине Тиберија.

## Друге личности
Тмол је био и Протејев син кога је убио Херакле.